# سوكينولول
سوكينولول وهو أحد حاصرات المستقبل بيتا الودي..